# 高須基一朗
高須 基一朗（たかす もといちろう、1977年9月13日 - ）は、ライター、編集者、出版プロデューサー。東京都新宿区出身。出版プロデューサー高須基仁は実父。フリーアナウンサーの高須沙知子はいとこ。

## 経歴
慶應義塾大学経済学部卒業。「サンデー毎日」や「FOCUS」などでグラビア編集を行った後、アイドルやスポーツ選手などの写真集をプロデュース。2003年（平成15年）から格闘技専門誌「格闘伝説」の編集長を務めた。その後、格闘技系のムック本編集、格闘技専門誌「リアル・バトルトーク」編集長。（休刊）
日本人の若手格闘家と親交が深い。
特に親交が深い有名人ファイターは、秋山成勲、高谷裕之、須藤元気、所英男、長島☆自演乙☆雄一郎。
現在は、講談社FRIDAY、週刊現代、新潮社週刊新潮、文藝春秋週刊文春、週刊誌の特集記事に取材協力。
2020年に元モーニング娘。福田明日香ヘアーヌード写真集（講談社）をプロデュース。

## 略歴
- 2003年（平成15年） - 格闘技専門誌「格闘伝説」編集長に就任。
- 2007年（平成19年） - 格闘技専門誌「リアル・バトルトーク」編集長に就任。
- 2016年（平成28年） - 格闘技MOOK　K-1・official BOOK「K-1NEW・AGE」プロデューサー。（徳間書店刊）

## 作品等
- 「サンデー毎日」*「サンデー毎日」グラビア連載「東京美女」（編集・撮影進行、2000年 - ）
- 「FOCUS」グラビア担当（2001年 - ）
- アントニオ猪木写真集「人生のHomeless」（プロデュース）
- ボブ・サップ写真集「BOBS BODY」（プロデュース）
- 格闘技専門誌「格闘伝説」（編集長）
- 格闘技専門誌「リアルバトルトーク」（編集長）
- FRIDAY“俺の肉”秋山成勲連載（構成）※ 連載終了
- 月刊サイゾー“肉の花道”秋山成勲連載（構成）